# Iglesia de Nuestra Señora de los Remedios (Cortelazor)
La Parroquia de Nuestra Señora de los Remedios es un templo católico ubicado en la localidad de Cortelazor.

## Historia
Edificio de la segunda mitad del siglo XVI, en 1570 se trabajaba en la cimentación, mientras que consta que en 1575 se acababan de construir los muros de la capilla mayor. Sus trazas podrían deberse a Hernán Ruiz II.
En el siglo XVII se construyó la capilla bautismal, mientras que el XVIII supuso una importante transformación del templo. Se añadió un tramo más a los pies de la nave, labrándose nueva portada y la torre. Estas obras fueron dirigidas por Fernando Rosales.

## Descripción
El edificio responde al esquema de iglesias de arcos transversales habitual en la Sierra de Huelva en los siglos XV y XVI. La cabecera ofrece un presbiterio cuadrangular cubierto por bóveda vaída con nervios radiales.
El presbiterio presenta ahora a la vista un conjunto de pinturales murales del siglo XVI, tapadas desde 1602 por sucesivos retablos. Se trata de obras terminadas al temple sobre una preparación esbozada al fresco. El arco central está ocupado por un Calvario al que escoltan la escena del Bautismo y una santa sin atributos que permitan identificarla. Sobre estos temas puede apreciarse a Dios Padre, San Miguel y San Blas, así como dos pequeños escudos con un azor, símbolo del pueblo. También presentan pinturas murales, aunque muy deterioradas, los nervios de la cúpula central y los muros laterales. Entre la decoración vegetal de tonos azulados puede distinguirse a los evangelistas.
Hasta el descubrimiento de las pinturas ocupó el presbiterio un retablo neoclásico labrado en 1817 por Luis de las Águilas para albergar a la Virgen de los Remedios, patrona de Cortelazor.. Esta imagen, realizada en el siglo XVII por Luis de Cazalla, sigue venerándose en el altar mayor, escoltada por las imágenes de San José y San Juan Bautista, de la siguiente centuria. Completan las obras artísticas de la capilla mayor los lienzos de la Imposición de la casulla a San Ildefonso y la Divina Pastora, este último de Alonso Miguel de Tovar firmado en 1748.
La nave presenta una notable colección de retablos. Empezando por la cabecera del lado del Evangelio se encuentra el de la Virgen del Rosario, del segundo tercio del siglo XVIII. Las imágenes de San José y San Antonio de Padua escoltan a la titular, del círculo de Benito de Hita y Castillo. Siguiendo hacia los pies del templo aparece el retablo de San Antonio, de principios del XVIII, con las imágenes del santo titular, San Joaquín y Santa Ana y una pintura de San Cristóbal. El de la Virgen de los Dolores es una obra neoclásica del siglo XIX, misma época a la que se remonta la imagen de vestir de la dolorosa.
Los retablos del lado de la Epístola comienza por el dedicado al Cristo crucificado, del segundo tercio del siglo XVIII. El Cristo es de la misma época, mientras que en las hornacinas laterales se encuentran dos pequeñas tallas de la Asunción (de hacia 1800) y la Inmaculada cercana a Hita y Castillo. El altar de la Santísima Trinidad y Ánimas Benditas data de 1711, si bien el lienzo que contiene actualmente es de 1806. El retablo del Sagrado Corazón es una obra neoclásica del siglo XIX.
El ajuar litúrgico del templo cuenta con un rico juego de casullas decimonónicas. En la platería, destacan un cáliz plateresco del segundo cuarto del siglo XVI, unas crismeras manieristas de finales del XVI o principios del XVII y varias piezas rococó del XVIII.